# Tętnica przeponowa dolna

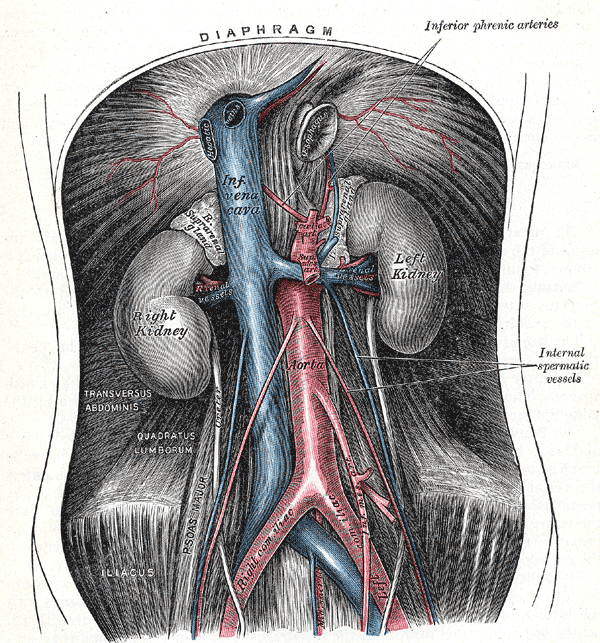
Naczynia jamy brzusznej. Tętnice przeponowe dolne podpisane Inferior phrenic arteries

Tętnica przeponowa dolna (łac. arteria phrenica inferior) – w anatomii człowieka odgałęzienie aorty, odchodzące od niej obustronnie na poziomie dwunastego kręgu piersiowego (Th12) tuż pod rozworem aortowym przepony, a powyżej odejścia pnia trzewnego. Tętnice przeponowe dolne biegną po spodniej stronie części lędźwiowej przepony w górę, w bok i do przodu. Prawa przechodzi za żyłą główną dolną zaś lewa za przełykiem. 
Oddają następujące gałęzie:
- tętnica nadnerczowa górna
- gałąź boczna – zaopatruje część żebrową przepony
- gałąź przyśrodkowa – zaopatruje środek ścięgnisty przepony
- drobne gałązki do wątroby i żyły głównej dolnej (prawa), przełyku (lewa) i do otrzewnej (obie)[1]

Tętnice przeponowe cechuje duża zmienność osobnicza. Czasem występują dodatkowe tętnice przeponowe dolne, mogą odchodzić od aorty wspólnym pniem, lub zaczynać się powyżej rozworu aortowego w przeponie. W 45% odchodzą od pnia trzewnego, w 6% od tętnicy nerkowej. Mogą też być gałęzią tętnicy żołądkowej lewej lub tętnicy wątrobowej wspólnej.
Na wczesnym etapie rozwoju embrionalnego tętnice przeponowe dolne są parzystymi gałęziami trzewnymi aorty, których głównym zadaniem jest zaopatrywanie w krew nadnerczy.